# Мартуцький район
Марту́цький район (каз. Мәртөк ауданы, рос. Мартукский район) — адміністративна одиниця у складі Актюбінської області Казахстану. Адміністративний центр — село Мартук.

## Населення
Населення — 29335 осіб (2021; 29843 в 2009, 31084 у 1999, 35006 у 1989).
Національний склад (станом на 2016 рік):
- казахи — 19024 особи (62,12%)
- росіяни — 5432 особи (17,74%)
- українці — 3898 осіб (12,73%)
- німці — 853 особи
- татари — 554 особи
- білоруси — 115 осіб
- молдовани — 110 осіб
- узбеки — 66 осіб
- азербайджанці — 61 особа
- чеченці — 48 осіб
- корейці — 40 осіб
- марійці — 35 осіб
- мордва — 33 осіб
- башкири — 32 особи
- болгари — 31 особа
- вірмени — 20 осіб
- чуваші — 12 осіб
- інші — 261 особа

## Історія
- 1997 року до складу району була приєднана частина ліквідованого Актюбінського району (Родниковський, Хазретовський та Хлібодаровський сільські округи)[5].

## Склад
До складу району входять 13 сільських округів:
| Поселення                        | Площа, км² | Населення, осіб (1989) | Населення, осіб (1999) | Населення, осіб (2009) | Населення, осіб (2021) | Центр        | Населені пункти |
| -------------------------------- | ---------- | ---------------------- | ---------------------- | ---------------------- | ---------------------- | ------------ | --------------- |
| Аккудицький сільський округ      | -          | 2674                   | 2077                   | 1509                   | 993                    | Вознесеновка | 5               |
| Байнассайський сільський округ   | -          | 2111                   | 1618                   | 864                    | 664                    | Байнассай    | 2               |
| Байторисайський сільський округ  | -          | 2282                   | 1911                   | 1487                   | 992                    | Байторисай   | 4               |
| Жайсанський сільський округ      | -          | 3959                   | 3157                   | 2523                   | 2893                   | Жайсан       | 2               |
| Каратогайський сільський округ   | -          | 1499                   | 1634                   | 1659                   | 1517                   | Каратогай    | 1               |
| Карашайський сільський округ     | -          | 1714                   | 1532                   | 1095                   | 842                    | Каратаусай   | 2               |
| Кизилжарський сільський округ    | -          | 2091                   | 2070                   | 1548                   | 1051                   | Кизилжар     | 3               |
| Курмансайський сільський округ   | -          | 1892                   | 1514                   | 940                    | 487                    | Курмансай    | 3               |
| Мартуцький сільський округ       | -          | 9757                   | 8801                   | 10514                  | 11374                  | Мартук       | 4               |
| Родниковський сільський округ    | -          | 2408                   | 2468                   | 1952                   | 1406                   | Родниковка   | 1               |
| Сарижарський сільський округ     | -          | 1803                   | 1979                   | 3567                   | 4963                   | Сарижар      | 1               |
| Танірбергенський сільський округ | -          | 1794                   | 1344                   | 1427                   | 1713                   | Саржансай    | 2               |
| Хазретовський сільський округ    | -          | 1022                   | 979                    | 758                    | 440                    | Хазретовка   | 2               |

## Найбільші населені пункти
Населені пункти з чисельністю населення понад 1000 осіб:
| № | Населений пункт | Населення, осіб (1989) | Населення, осіб (1999) | Населення, осіб (2009) | Населення, осіб (2021) |
| - | --------------- | ---------------------- | ---------------------- | ---------------------- | ---------------------- |
| 1 | Мартук          | 8 824                  | 8 117                  | 9 795                  | 10 679                 |
| 2 | Сарижар         | 1 731                  | 1 945                  | 3 531                  | 4 963                  |
| 3 | Жайсан          | 3 431                  | 2 719                  | 2 304                  | 2 783                  |
| 4 | Родниковка      | 1 997                  | 2 097                  | 1 814                  | 1 406                  |
| 5 | Каратогай       | 1 499                  | 1 634                  | 1 659                  | 1 517                  |